# Лепша, Ирина
Ирина-Лэкрэмьоара Лепша (рум. Irina Lăcrămioara Lepșa; род. 6 июня 1992 года) - румынская тяжелоатлетка, многократный серебряный призёр чемпионатов Европы. Двукратная чемпионка Европы среди юниоров (2011 и 2012 г.).

## Карьера
В 2011 году стала чемпионкой Европы среди юниоров. Выступала в весовой категории до 63 кг, взяв вес в сумме двоеборья 211 кг. В 2012 году повторила этот юниорский успех.
В 2013 году на чемпионате Европы в Тиране завоевала первую свою серебряную медаль установив итоговый результат в сумме двух упражнений 212 кг.
В 2015 году на континентальном первенстве в Тбилиси завоевала вторую серебряную медаль установив в весовой категории до 58 кг итоговый результат в сумме двух упражнений 205 кг. На чемпионате мира 2014 года была 7-й. 
В 2016 году на чемпионате Европы в Норвегии завоевала третью серебряную медаль установив итоговый результат в сумме двух упражнений 205 кг. В этом же году на мировом первенстве стала 11-й.
В 2017 году на чемпионате Европы в Сплите расположилась на итоговом пятом месте. На чемпионате мира в этом же году в Анахайме стала 13-й с результатом 184 кг. Приняла решение в следующем году перейти в категорию до 63 кг.
На чемпионате континента в 2018 году в родном Бухаресте в весовой категории до 63 кг стала серебряной, вес штанги по сумме двух упражнений был равен 219 кг.
На чемпионате Европы 2019 года, в Батуми, румынская спортсменка по сумме двух упражнений стала в пятый раз серебряной медалисткой, сумев зафиксировать результат 229 кг. В упражнении рывок она завоевала малую серебряную медаль (102 кг), также в упражнении толчок завоевала малую бронзовую медаль, продемонстрировав результат на штанге 127 кг.

## Достижения
Чемпионат Европы
| Результат | Вес       | Год  | Место соревнований | Рывок | Толчок | Общий вес |
| Серебро   | до 63 кг. | 2013 | Тирана, Албания    | 90,0  | 122,0  | 212,0     |
| Серебро   | до 58 кг. | 2015 | Тбилиси, Грузия    | 91,0  | 114,0  | 205,0     |
| Серебро   | до 58 кг. | 2016 | Фёрде, Норвегия    | 88,0  | 117,0  | 205,0     |
| Серебро   | до 63 кг. | 2018 | Бухарест, Румыния  | 97,0  | 122,0  | 219,0     |
| Серебро   | до 64 кг. | 2019 | Батуми, Грузия     | 102,0 | 127,0  | 229,0     |